# Lagt kort ligger (film)
Lagt kort ligger (originaltitel: Brighton Rock) är en brittisk gangster-film noir från 1948 i regi av John Boulting. Manuset är skrivet av Graham Greene och Terence Rattigan, baserat på Greenes roman Brighton Rock från 1938. Filmen hade premiär den 8 januari 1948 i Brighton. Huvudrollen som den våldsamme gängledaren Pinkie Brown spelas av Richard Attenborough.

## Rollista i urval
- Richard Attenborough – Pinkie Brown
- Hermione Baddeley – Ida Arnold
- William Hartnell – Dallow
- Carol Marsh – Rose Brown
- Harcourt Williams – Prewitt
- Wylie Watson – Spicer
- Nigel Stock – Cubitt
- Victoria Winter – Judy
- Reginald Purdell – Frank
- George Carney – Phil Corkery
- Charles Goldner – Colleoni
- Alan Wheatley – Fred Hale
- Lina Barrie – Molly
- Joan Sterndale-Bennett – Delia
- Harry Ross – Bill Brewer